# Castuera (Gerichtsbezirk)
Der Gerichtsbezirk Castuera ist einer der 14 Gerichtsbezirke in der Provinz Badajoz.
Der Bezirk umfasst 14 Gemeinden auf einer Fläche von 2.393,73 km² mit dem Hauptquartier in Castuera.

## Gemeinden
| Gemeinde                  | Einwohner (2024) | Fläche km² | Dichte Einw./km² | Cod INE | Postleitzahl |
| ------------------------- | ---------------- | ---------- | ---------------- | ------- | ------------ |
| Benquerencia de la Serena | 789              | 102,81     | 8                | 06018   | 06429        |
| Cabeza del Buey           | 4.526            | 475,02     | 10               | 06023   | 06600        |
| Capilla                   | 145              | 146,99     | 1                | 06030   | 06612        |
| Castuera                  | 5.497            | 432,04     | 13               | 06036   | 06420        |
| Esparragosa de la Serena  | 933              | 21,70      | 43               | 06047   | 06439        |
| Higuera de la Serena      | 887              | 58,39      | 15               | 06064   | 06441        |
| Malpartida de la Serena   | 518              | 26,33      | 20               | 06078   | 06440        |
| Monterrubio de la Serena  | 2.199            | 314,95     | 7                | 06087   | 06427        |
| Peñalsordo                | 824              | 47,33      | 17               | 06100   | 06610        |
| Peraleda del Zaucejo      | 479              | 163,65     | 3                | 06101   | 06919        |
| Quintana de la Serena     | 4.455            | 141,55     | 31               | 06109   | 06450        |
| Valle de la Serena        | 1.093            | 125,26     | 9                | 06146   | 06458        |
| Zalamea de la Serena      | 3.431            | 245,70     | 14               | 06160   | 06430        |
| Zarza-Capilla             | 299              | 92,01      | 3                | 06161   | 06611        |
| Gerichtsbezirk Castuera   | 26.075           | 2.393,73   | 11               | –       | –            |